# 市民大道 (臺北市)

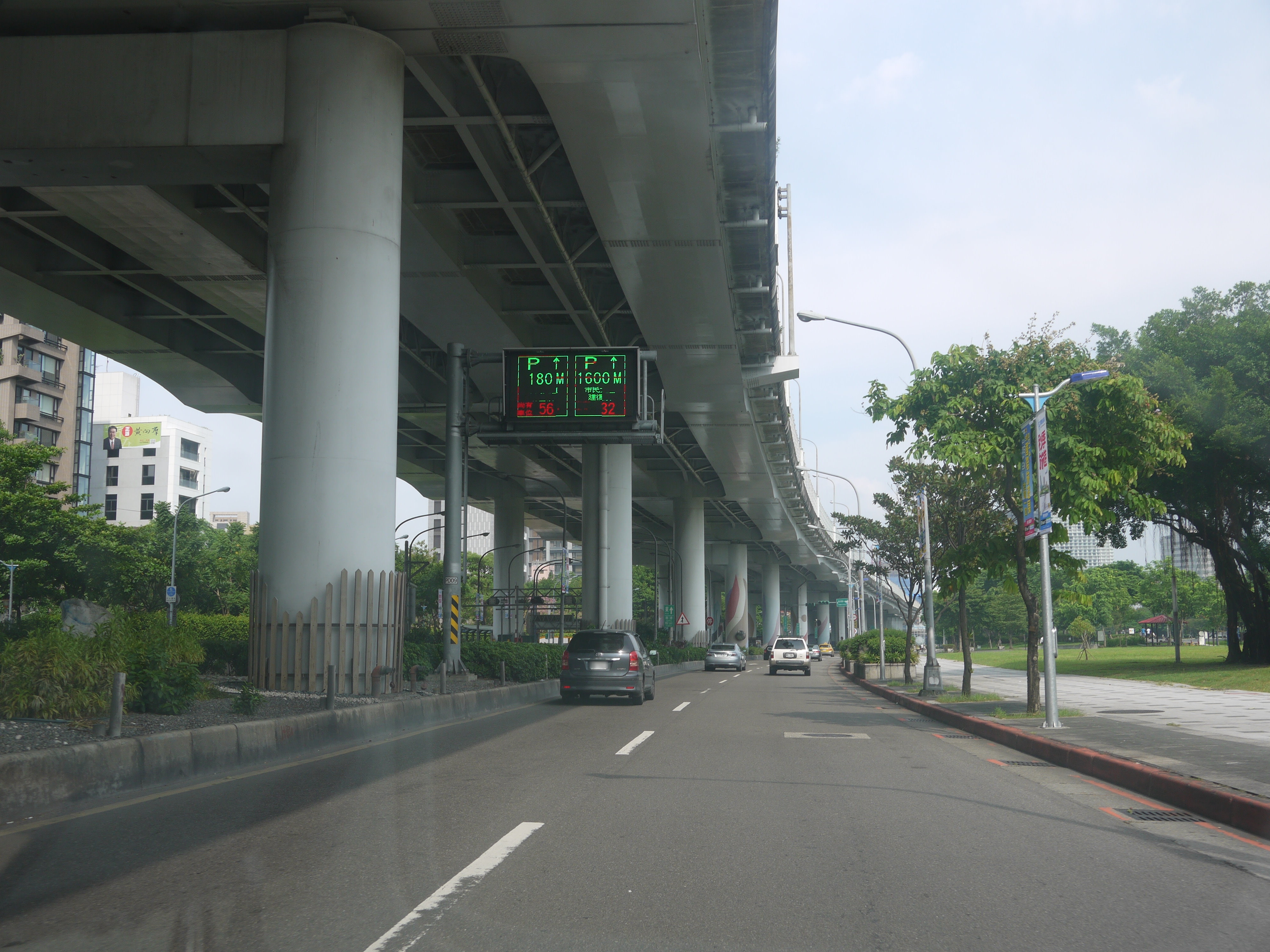
市民大道高架道路

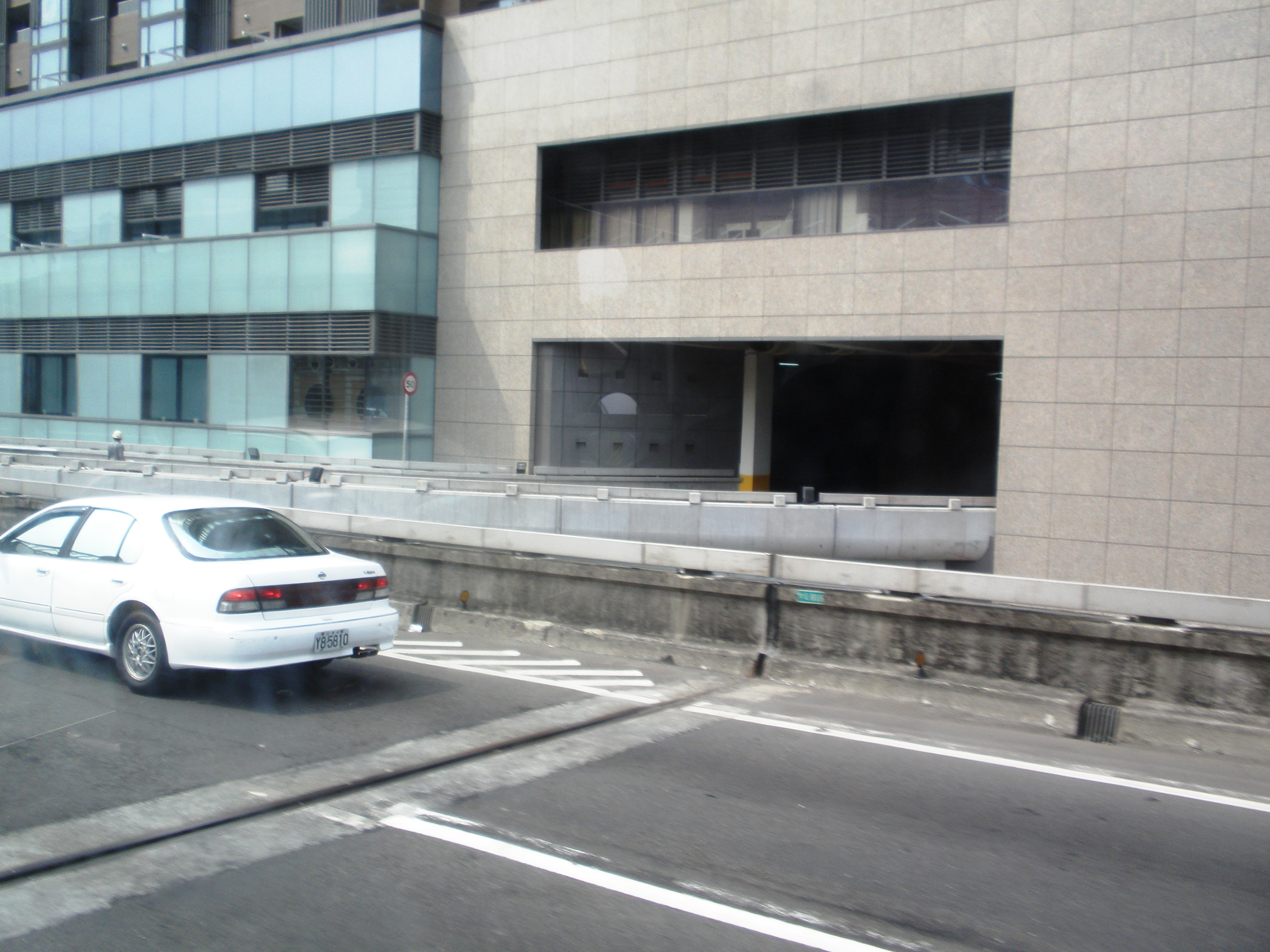
臺北轉運站與市民大道高架道路西行車道的銜接出口匝道

市民大道是臺灣臺北市境內的主要道路之一，共分為平面道路與高架道路兩個部分：高架道路部分原名臺北市東西向快速道路，為臺北市區重要的快速道路；平面道路部分由原鄭州路及臺北鐵路地下化專案完成後所騰出的地面空間改建而成，共分為1－8段。市民大道位於中山高速公路（國道一號）與福爾摩沙高速公路（國道三號）之間，亦為臺北都會區交通動脈之一環。
市民大道是臺北都會區第一條橫向的快速道路，且由於其路線橫跨七個行政區（中正區、大同區、中山區、大安區、松山區、信義區、南港區），是臺北市重要的交通幹道。目前已開放250c.c.以上之大型重型機車行駛高架道路路段。

## 行經行政區域
（由西至東）
- 大同區
- 中正區
- 中山區
- 大安區
- 松山區
- 信義區
- 南港區

## 平面道路

### 市民大道
西起承德路，東抵研究院路，共分八段。
- 一段：西起承德路與鄭州路相接，東於中山北路與市民大道二段相接。
- 二段：西於中山北路與市民大道一段相接，東於金山北路與市民大道三段相接。
- 三段：西於金山北路與市民大道二段相接，東於復興南路與市民大道四段相接。
- 四段：西於復興南路與市民大道三段相接，東於光復南路與市民大道五段相接。
- 五段：西於光復南路與市民大道四段相接，東於基隆路與市民大道六段相接。
- 六段：西於基隆路與市民大道五段相接，東於中坡北路與市民大道七段相接。
- 七段：西於中坡北路與市民大道六段相接，東於向陽路與市民大道八段相接。
- 八段：西於向陽路與市民大道七段相接，東抵研究院路。

一段為臺北車站地下化鐵路工程釋出空間改建的道路，於1989年9月1日完工啟用。原將其納入鄭州路，後改成今名。
二段至五段為鐵路地下化東延松山工程專案釋出空間改建的道路，於1996年10月至1997年9月7日陸續通車。
六段至八段為松山南港鐵路地下化工程專案釋出空間改建的平面道路，於2011年10月24日通車。
市民大道五段與六段通車初期完全不通（不論是五段往六段方向還是六段往五段方向都不通），2012年4月13日市民大道五段往六段方向（西往東）通車。市民大道六段往五段方向（東往西）於2020年2月2日開始相接工程，同年7月31日完工通車。

### 鄭州路
東與市民大道一段相接，西抵環河北路，與市民大道門牌順序相反。當地民眾習於原名而不願更名，為順從民意，使得該路段高架道路與平面道路不同名，承德路以東的平面道路才稱為市民大道。

## 高架道路
市民大道高架道路由台灣世曦工程顧問公司設計，全長6.4 公里，1997年9月通車。高架道路西側引道銜接忠孝大橋與環西快速道路（環河南北快速道路），東側於基隆路直接銜接正氣橋，連接麥帥一橋、麥帥二橋、環東快速道路（堤頂大道、環東大道）。
啟用時，先行為當時規劃中的臺北長途客運轉運站（後來的臺北轉運站）、中山學園（後來的臺北文化體育園區）預留匝道出入口；2009年臺北轉運站啟用後，客運車輛可以從轉運站三樓進入匝道，匯入西向車道往三重方向行駛。
與鐵路共用路權的路段，其高架橋橋墩基礎與鐵路隧道、地下街或地下停車場等結構體共構。

### 出入口和匝道列表
| 市民大道高架道路線設施里程一覽表                     |      |          |                |                   |        |        |                                                |
| 標誌                                                 | 里程 | 名稱     | 順樁預告       | 逆樁預告          | 形式   | 通車日 | 銜接道路 →聯絡地區                             |
|                                                      |      |          |                |                   |        |        |                                                |
| 出口                                                 | 0    | 忠孝橋端 | 快速道路起點   | 快速道路終點      | 直接式 | 1997年 | 忠孝橋 →三重區                                 |
| 出口                                                 |      | 環河北路 | （僅西出東入） | 環河北路          | 匝道   | 1997年 | 環河北路一段 →中正區                           |
| 出口                                                 |      | 重慶北路 | （僅西出東入） | 台北車站 重慶北路 | 匝道   | 1997年 | 重慶北路一段 →中正區、台北車站                 |
| 出口                                                 |      | 新生南路 | 新生南路       | （僅東出西入）    | 匝道   | 1997年 | 金山北路、新生南路一段 →中正區、中山區、大安區 |
| 出口                                                 |      | 建國南路 | （僅西出東入） | 建國南路          | 匝道   | 1997年 | 建國南路一段 →大安區                           |
| 出口                                                 |      | 光復南路 | 光復南路       | （僅東出西入）    | 匝道   | 1997年 | 光復南路 →大安區                               |
| 出口                                                 | 11.1 | 永吉路   | 永吉路         | （僅東出西入）    | 匝道   | 1997年 | 永吉路 →信義區                                 |
| ↙左線堤頂大道（麥帥二橋）；↘右線環東大道（麥帥一橋） |      |          |                |                   |        |        |                                                |

### 共構地下停車場
市民大道塔城段停車場、市民大道公園-中山段停車場、臺北地下街停車場、市民大道中山-林森段停車場、市民大道林森-金山段停車場、市民大道建國-復興段停車場、市民大道復興-敦化段停車場、市民大道敦化-延吉段停車場、市民大道延吉段停車場。

## 沿線設施
（由西到東）
| | |
| - 鄭州路 - 臺北市立忠孝國民中學（正門位在西寧北路32號） - 台北市公共自行車租賃系統忠孝國中站[施工中] - 臺北市立聯合醫院總院暨中興院區（145號） - 紅絲帶基金會（40號3F） - 北門站（門牌為塔城街10號） - 台北市公共自行車租賃系統捷運北門站（3號出口） - 台北市公共自行車租賃系統市民太原路口站 - 清代台北機器局遺址 - 臺北市政府消防局第四救災救護大隊（109號9F） - 台灣總督府交通局鐵道部（正門位在延平北路一段1號） - 台灣鐵路股份有限公司台北工務段（正門位在延平北路一段2號） - 台北雙子星大樓（8號） - 台北車站（8號） - 國產實業大樓（139號） - 市民大道一段 - 台北地下街（100號B1） - 京站時尚廣場（201至211號） - 臺北轉運站及聯絡匝道（209號）（僅與西行車道相連） - 台北市公共自行車租賃系統臺北轉運站 - 台北車站 - 國父史蹟紀念館（正門在中山北路一段1號） - 二段 - 中央藝文公園（西起林森北路，東至金山北路；北邊鄰市民大道，南面西半為北平西路，東半與華山創意文化園區相銜接。） - 台北市公共自行車租賃系統市民林森路口站 - 華山文化園區（正門位於八德路一段1號） - 台北市公共自行車租賃系統華山文化園區 - 三段 - 三創數位生活園區(2號) - 光華數位新天地（8號）（原光華商場遷移至此） - 美麗信花園酒店（83號） - 臺北市中山區懷生國民小學（正門位於安東街16巷2號） - 潤泰中崙車站綜合商業大樓（CITY LINK）（原台汽中崙站，地下仍建有5個客運月台） - 忠泰美術館(178號) - 華漾大飯店（209號） - 復興緊急停靠站 | - 四段 - 微風廣場（市民大道出口） - 光復緊急停靠站 - 五段 - 國家鐵道博物館(48號) - 台北偶戲館(99號) - 京華城（市民大道出口） - 台北市公共自行車租賃系統市民東興街口 - 台北大巨蛋 - 松山文創園區(正門位於光復南路133號) - 臺北市立松山高級中學（正門位於基隆路一段156號） - 台北市公共自行車租賃系統松山高中站 - 臺北市立松山高級中學地下停車場 - 六段 - 八德立體停車場 - 台北市公共自行車租賃系統饒河夜市站 - 松山車站（門牌為松山路11號） - 台北市公共自行車租賃系統松山車站 - 松山車站地下停車場 - CITYLINK貳號店(131號) - 永豐銀行松山作業大樓(151號) - 七段 - 南港運動中心（正門位於玉成街69號） - 昆陽站（地址位在忠孝東路六段451號） - 台北市公共自行車租賃系統捷運昆陽站 - 臺北市立南港高級中學（正門位於向陽路21號） - 八段 - 南港車站（門牌為南港路一段313號） - 臺北流行音樂中心(市民大道八段99號) - 台北市公共自行車租賃系統南港車站 - 臺北市立圖書館南港分館（367號2F、3F） - 台北市公共自行車租賃系統捷運南港展覽館站 |

### 沿線橋樑與地下道
由於中華路以東部份，原本為鐵道，為便利交通，設有數座橋樑與地下道，方便鐵道南北民眾往來，現多已經拆除（做為例外，正氣橋改建前也有跨越鐵道的功能）。僅兩座為快速道路一部份者，予以保留；但也因此，部份原設施所在路口路幅，要比同路其它段來得寬。

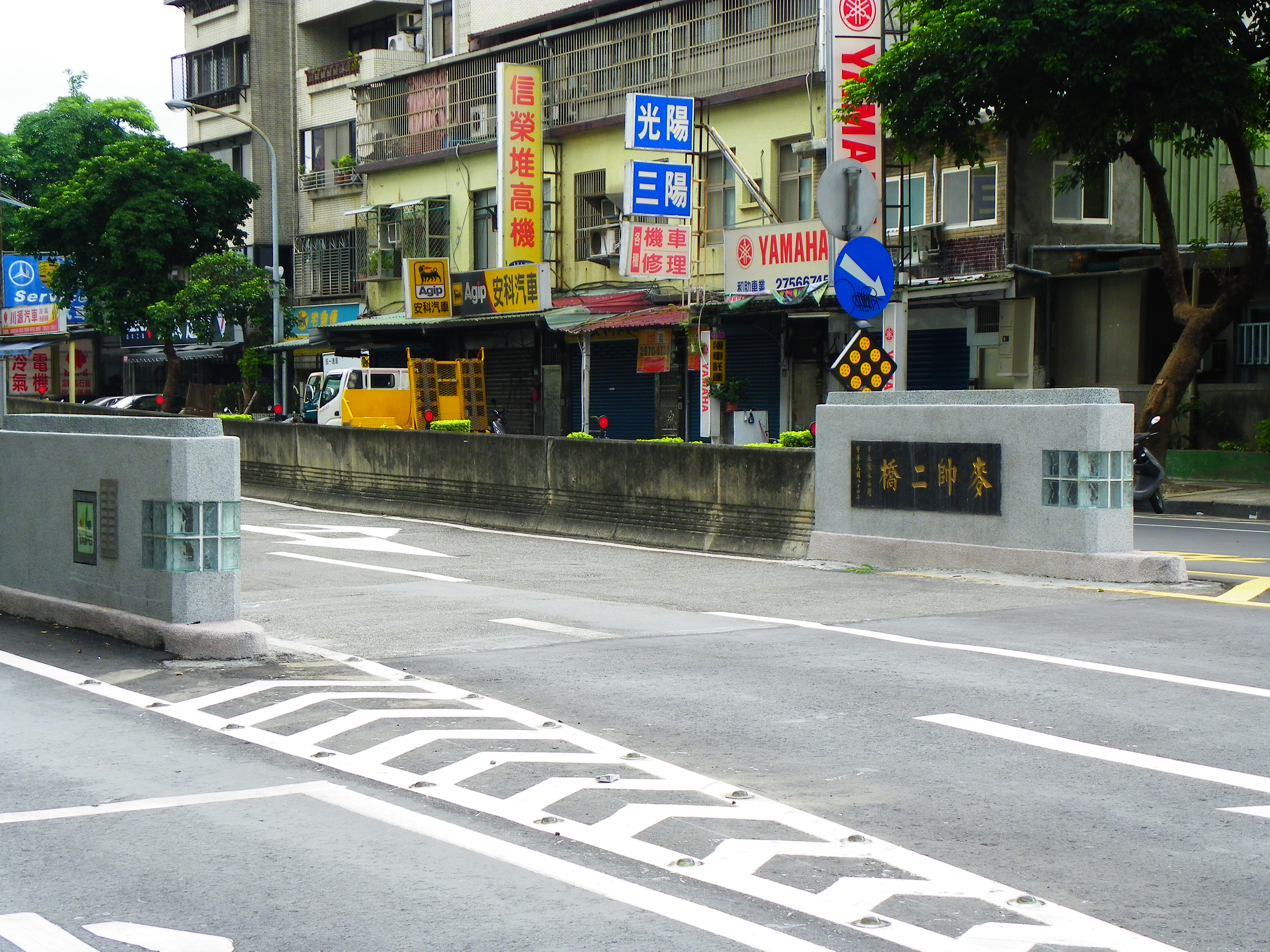
麥帥二橋

#### 使用中
- 新生高架橋：八德路－長安東路。
- 建國高架橋：忠孝東路－長安東路。

#### 已經拆除
- 復興橋：中山北路口，1955年2月24日通車，1995年7月20日開始拆除。
- 天津街機慢車地下道：天津街口，1977年12月20日通車，機車、腳踏車等慢車專用，禁行汽車，松山專案期間拆除。
- 林森北路車行地下道：林森北路口，1970年1月1日通車，限汽車專用，禁行機車、腳踏車，松山專案期間拆除。
- 光華橋：新生北路口，1971年9月1日通車，2006年1月29日開始拆除。
- 復興南路車行地下道：復興南路口，1978年7月1日通車，台北捷運木柵線（今文湖線）興建時規劃拆除，但路面仍為斜坡，市民大道興建後於1997年3月間填平。
- 復旦橋：敦化南路口，1959年2月6日通車，松山專案期間1991年1月3日開始拆除，一度興建臨時便橋，便橋末期有裝設限高門（因應本路的施工），1996年9月26日便橋開始拆除。
- 光復南路車行地下道：光復南路口，1976年12月1日通車，松山專案期間拆除。
- 東新橋：東新街口，1980年8月25日通車，2011年2月2日開始拆除。